# Hradišťany (České středohoří)
Hradišťany (německy Radelstein) je nefelinitový a trachytový vrch. Jedná se o druhý nejvyšší vrchol Českého středohoří dosahující nadmořské výšky 753 m. Nalézá se asi sedm kilometrů jihozápadně od Milešovky v CHKO České středohoří zhruba pět kilometrů severozápadně od obce Třebívlice, odkud sem také vede červená turistická značka. Většina kopce včetně vrcholové části spadá do katastrálního území Mukov obce Hrobčice v okrese Teplice.

## Historie
Na travnaté náhorní plošině jsou jasně zřetelné stopy po pravěkém hradišti oválného či kruhového tvaru, které bylo obklopeno dvojitým valem z čedičových kamenů. Val je místy vysoký až dva metry. Jedná se o hradiště z doby knovízké kultury (pozdní doba bronzová až doba železná, 8. až 6. století př. n. l.). Jde o významnou archeologickou lokalitu.

## Přírodní poměry
Vrch je tvořen hrásťově vyzdviženým tělesem na nefelinitovém příkrovu, ze kterého vybíhá směrem k severozápadu trachytový hřbet. Plochý, mírně ukloněný vrchol lemují strmé svahy s mrazovými sruby, osypy a balvanovými proudy. Svahy jsou porostlé smíšenými lesy se smrky, buky a javory.
Na ploché vrcholové části se nachází přírodní rezervace Hradišťanská louka vyhlášené k ochraně rostlinných společenstev podhorské louky, ve kterém je možné nalézt řadu vzácných druhů rostlin jako je upolín nejvyšší, hadí mord nízký, mochna bílá, kostřava ametystová, lilie zlatohlavá, plicník úzkolistý, hrachor různolistý a další. Vstavačovité rostliny (orchideje), které byly vůdčím motivem pro někdejší vyhlášení přírodní rezervace, se již po mnoho let nevyskytují. Vymizely především vinou nevhodného hospodaření na lokalitě.

## Galerie

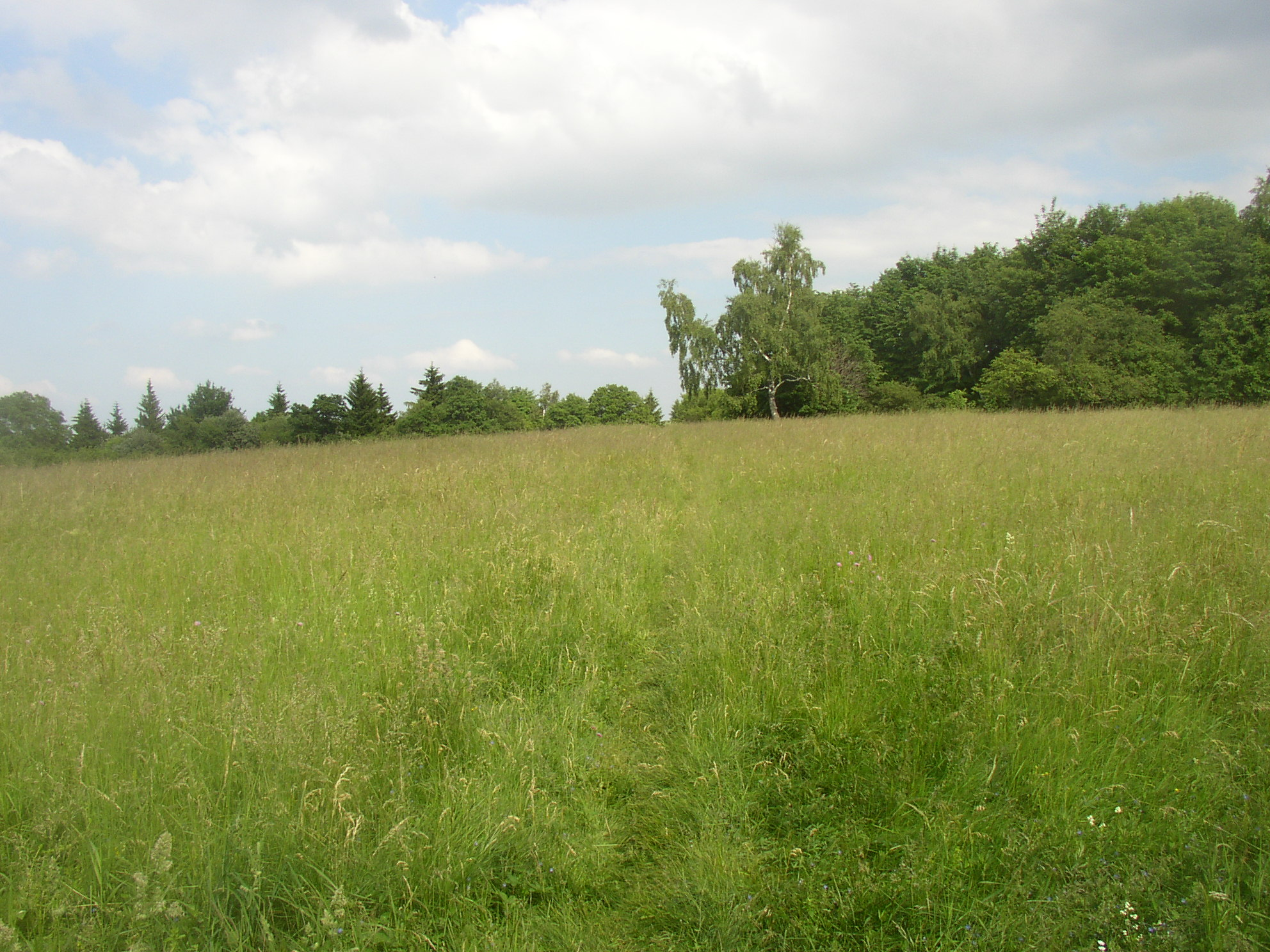
PR Hradišťanská louka
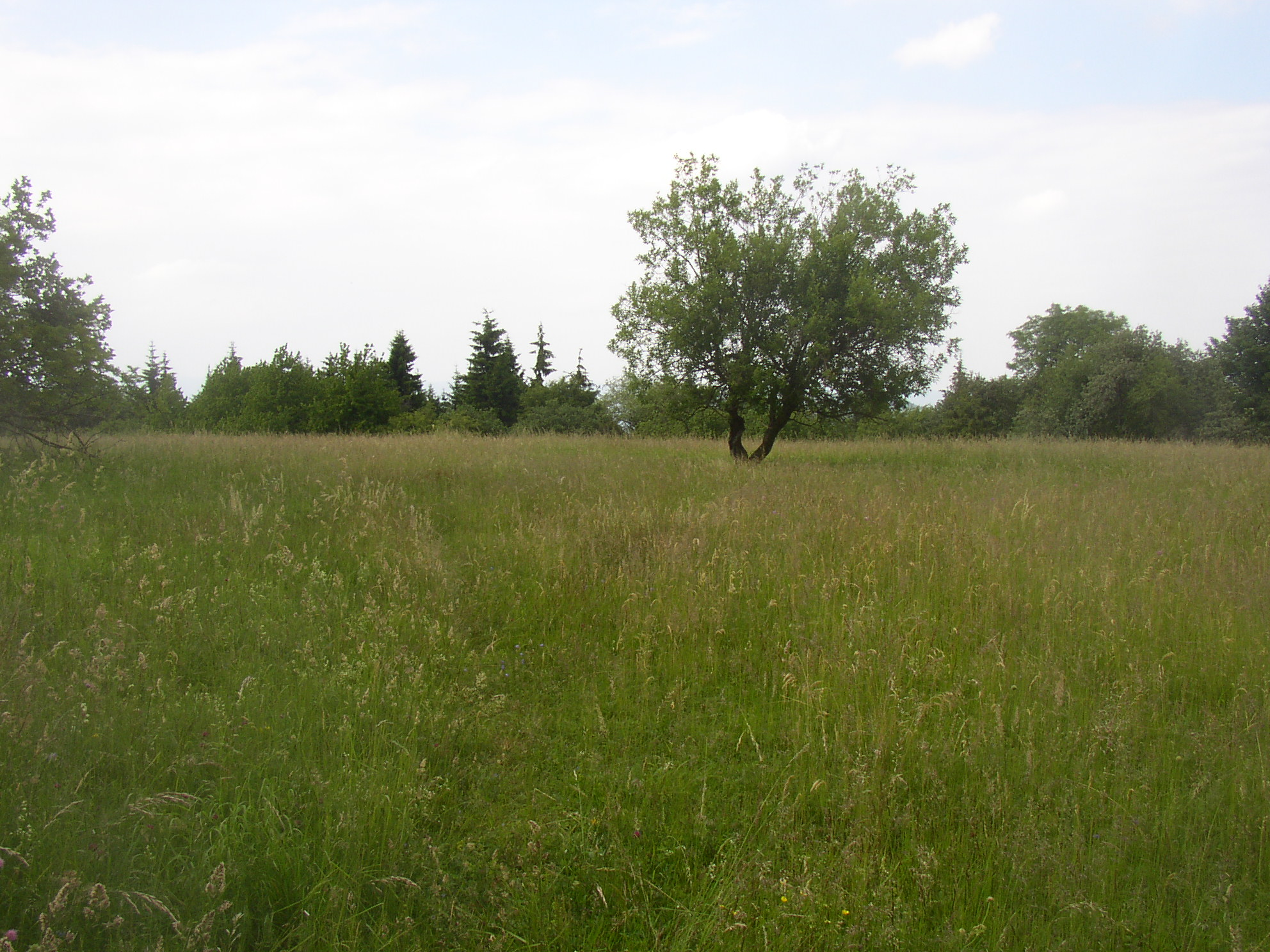
PR Hradišťanská louka
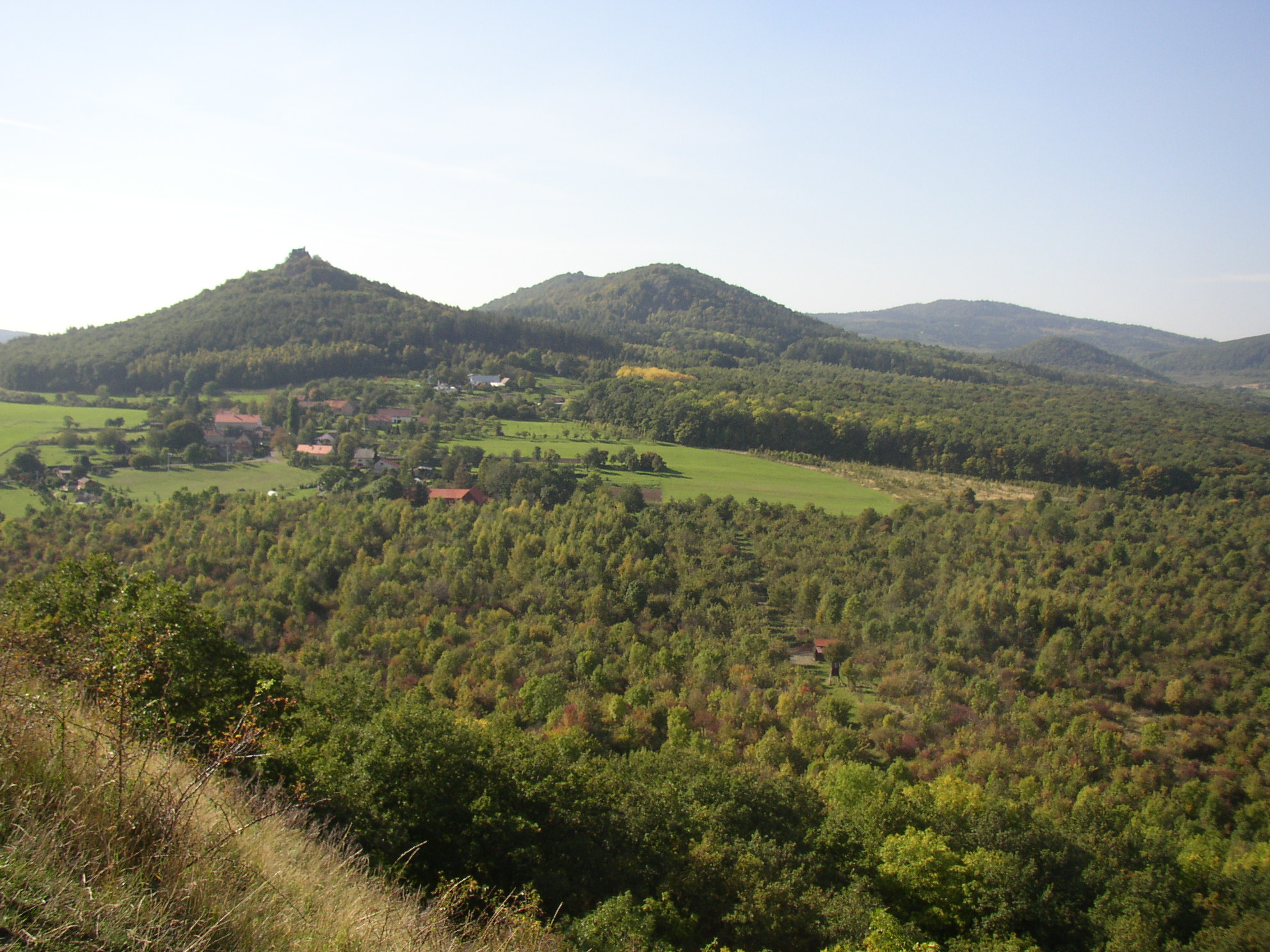
Hradišťany (na obzoru vpravo) od jihovýchodu, z Plešivce